# Anthurium cuspidatum
Anthurium cuspidatum är en kallaväxtart som beskrevs av Maxwell Tylden Masters. Anthurium cuspidatum ingår i släktet Anthurium och familjen kallaväxter. Inga underarter finns listade.